# Napoli (певица)
NAPOLI («Наполи») — псевдоним белорусской певицы Ольги Шиманской; ранее — музыкальная группа, выступающая в жанрах поп-музыка, современный ритм-н-блюз и танцевальная музыка. Участник национальных отборочных конкурсов к Евровидению 2014, 2015, 2016 и 2017 годов в Беларуси. Участник национального отборочного конкурса к Евровидению 2016 года в Польше.

## История
Группа «NAPOLI» была образована в составе Ильи Кравчука, Илоны Мунтян и Ольги Шиманской в апреле 2012 года в городе Минск. Участники фестиваля Славянский базар 2012 года.

### 2014
10 января 2014 года группа «NAPOLI» приняла участие в национальном отборочном конкурсе к Евровидению 2014 года в Белоруссии. Группа выступила с композицией «Stay With Me» и заняла восьмое место, набрав 8 баллов (7 баллов из 12 от телезрителей, 1 балл из 12 от жюри).
25 марта 2014 года трагически погиб солист группы Илья Кравчук.
2 июля 2014 года был представлен новый солист группы Сергей Болоболов.
26 декабря 2014 года группа «NAPOLI» приняла участие в национальном отборочном конкурсе к Евровидению 2015 года в Белоруссии. Группа выступила с композицией «My Dreams» и заняла шестое место, набрав 36 баллов (7 баллов из 12 от телезрителей и 29 баллов от жюри).

### 2015
С ноября 2015 года группа «NAPOLI» представлена в виде сольного проекта Ольги Шиманской.

### 2016
22 января 2016 года «NAPOLI» приняла участие в национальном отборочном конкурсе к Евровидению 2016 года в Белоруссии с композицией «My Universe». «NAPOLI» заняла второе место, получив 22 399 голосов телезрителей.
5 марта 2016 года «NAPOLI» приняла участие в национальном отборочном конкурсе к Евровидению 2016 года в Польше с песней «My Universe». «NAPOLI» заняла девятое место, набрав 0,59 % голосов телезрителей.
30 июня 2016 года солист группы «NAPOLI» Ольга Шиманская была признана лучшей белорусской исполнительницей по версии музыкального телеканала RUTV: Беларусь. По результатам народного голосования Ольга получила 24,9 % голосов.

### 2017
20 января NAPOLI участвовала в финале белорусского национального отбора на Евровидение с песней «Let’s come together» и заняла 5 место.

### Состав
- Ольга Шиманская — вокал, автор песен

### Бывшие участники
- Илья Кравчук
- Сергей Болоболов
- Илона Мунтян

Продюсер — Александр Слуцкий.

### Синглы
| Год  | Сингл                                   |
| ---- | --------------------------------------- |
| 2012 | Столица                                 |
| 2012 | Бомба                                   |
| 2012 | Ты и я                                  |
| 2012 | Песня про детство (feat. Natali Studio) |
| 2013 | Teen spirit anthem                      |
| 2013 | Если ты рядом (feat. Герман)            |
| 2013 | Города                                  |
| 2013 | Фобия                                   |
| 2013 | Stay With Me                            |
| 2013 | Новый год                               |
| 2014 | Увидишь свет                            |
| 2014 | My dreams                               |
| 2015 | My universe                             |
| 2016 | Час надзей                              |
| 2017 | Let’s come together                     |

### Гостевое участие
| Год  | Сингл                       |
| ---- | --------------------------- |
| 2016 | Под солнцем (with Alen Hit) |

### Видеоклипы
| Год  | Клип                                    |
| ---- | --------------------------------------- |
| 2012 | Ты и я                                  |
| 2013 | Песня про детство (feat. Natali Studio) |
| 2013 | Если ты рядом (feat. Герман)            |